# Апостольский нунций в Греции
Апостольский нунций в Греческой Республике — дипломатический представитель Святого Престола в Греции. Данный дипломатический пост занимает церковно-дипломатический представитель Ватикана в ранге посла. Апостольская нунциатура в Греции была учреждена на постоянной основе 17 июля 1979 года. Её резиденция находится в Афинах.
В настоящее время Апостольским нунцием в Греции является архиепископ Ян Ромео Павловский, назначенный Папой Франциском 1 декабря 2022 года.

## История
Апостольская нунциатура в Греции была учреждена 17 июля 1979 года, папой римским Иоанном Павла II. Но с 1834 года, с момента провозглашения независимости Греции, Святой Престол имел своего собственного апостольского делегата в стране, на не постоянной основе. Так как Греция — православная страна, поэтому дипломатические отношения были установлены так поздно. С 1935 года по 1944 год — апостольским делегатом в Греции был Анджело Джузеппе Ронкалли — будущий Папа римский Иоанн XXIII.

## Апостольские нунции в Греции

### Апостольские делегаты
- Джованни Маранго — (9 июня 1874 — 17 декабря 1891, до смерти);
- Антонио Деленда — (25 августа 1900 — август 1911, до смерти);
- Луи Пети — (4 марта 1912 — 24 июня 1926 — назначен титулярным архиепископом Коринфа);
- Карло Марготти — (12 февраля 1931 — 25 июля 1934 — назначен архиепископом Гориции и Градиски);
- Анджело Джузеппе Ронкалли — (12 января 1935 — 23 декабря 1944 — назначен апостольским нунцием во Франции);

### Апостольские нунции
- Джованни Мариани — (25 апреля 1980 — 5 мая 1990, в отставке);
- Лучано Стореро — (28 июня 1990 — 15 ноября 1995 — назначен апостольским нунцием в Ирландии);
- Поль Фуад Табет — (2 января 1996 — 25 января 2005, в отставке);
- Патрик Ковени — (25 января 2005 — 16 июля 2009, в отставке);
- Луиджи Гатти — (16 июля 2009 — 22 февраля 2011, в отставке);
- Эдвард Джозеф Адамс — (22 февраля 2011 — 8 апреля 2017 — назначен апостольским нунцием в Великобритании);
- Савио Хон Тай-Фай — (28 сентября 2017 — 24 октября 2022 — назначен апостольским нунцием на Мальте);
- Ян Ромео Павловский — (1 декабря 2022 — по настоящее время).